# ドラゴン・ロード
「ドラゴン・ロード」は、串田アキラのシングル。1982年8月21日に日本コロムビアから発売された。型番はCK-662。

## 概要
表題曲「ドラゴン・ロード」と、カップリングの「FORGET MEMORIE'S」は、『仮面ライダーZX』のイメージソングとして制作された楽曲。ただし、ZXの名前が決まる前に制作されたため、歌詞中にZXの名前は登場せず、ジャケットには「仮面ライダー10号」と記されている。
その後制作されたテレビドラマ（特撮番組）『10号誕生!仮面ライダー全員集合!!』のオープニングテーマとしても使用された。
串田アキラは、スーパー戦隊シリーズ（『太陽戦隊サンバルカン』や『爆竜戦隊アバレンジャー』や『轟轟戦隊ボウケンジャー』など）やメタルヒーローシリーズ（宇宙刑事シリーズや『世界忍者戦ジライヤ』や『機動刑事ジバン』など）といった東映特撮作品の歌を歌っているが、この楽曲以降、2011年の『仮面ライダーオーズ/OOO』挿入歌「POWER to TEARER」まで仮面ライダーシリーズの楽曲に参加していない。
漫画作品『仮面ライダーSPIRITS』では、第2部『仮面ライダーZX Forget Memories』・第3部『仮面ライダーZX DRAGON ROAD』というように、それぞれサブタイトルに本楽曲のタイトルが使用されている。

## 収録曲
（全作曲：菊池俊輔、全編曲：吉村浩二）
1. ドラゴン・ロード
歌：串田アキラ
作詞：石森章太郎
  - 『仮面ライダーZX』イメージソング
  - 特撮番組『10号誕生!仮面ライダー全員集合!!』オープニングテーマ
2. FORGET MEMORIE'S
歌：串田アキラ
作詞：八手三郎
  - 『仮面ライダーZX』イメージソング

## バージョン違い
ドラゴン・ロード2014
歌：串田アキラ×KAMEN RIDER GIRLS
作詞：石森章太郎
作曲：菊池俊輔
編曲：鳴瀬シュウヘイ
- 『平成ライダー対昭和ライダー 仮面ライダー大戦 feat.スーパー戦隊』主題歌